# Beguinatge major de Mechelen
El beguinatge major de Mechelen, situat a localitat belga de Mechelen, es va fundar al segle xiii. Hi havia un petit beguinatge dins i un de gran fora de la ciutat.